# Фьезоланские нимфы
«Фьезоланские нимфы» (итал. Ninfale fiesolano) — поэма Джованни Боккаччо на итальянском языке, написанная примерно в 1345 году. Основана на мифологическом материале.

## Содержание
Целью Боккаччо было объяснить происхождение названий двух ручьёв, которые сливаются в один у города Фьезоле в Тоскане. Главный герой поэмы — пастух Африко, который благодаря помощи Венеры добивается любви нимфы Мензолы. Позже, потеряв возлюбленную, он совершает самоубийство, у Мензолы рождается сын Прунео, который становится предком фьезоланцев.

## Значение
Во «Фьезоланских нимфах» очевидно влияние «Метаморфоз» Овидия. При этом литературоведы считают поэму наиболее поэтичным произведением Боккаччо. Автору удалось преодолеть условность классической поэзии и создать идиллическую поэму нового типа, с реалистичностью описаний и использованием народной речи.